# Düdəngə
Düdəngə è un comune dell'Azerbaigian situato nel distretto di Şərur.